# SIF4 Muntenia
Societatea de Invesțitii Financiare Muntenia S.A - prescurtat: SIF Muntenia (SIF4) este o persoană juridică română, constituită ca societate pe acțiuni în noiembrie 1996, ca succesor al Fondului Proprietății Private IV Muntenia înființat în 1992, cu sediul la București. SIF - Muntenia este una dintre cele cinci societăți de investiții financiare listate la Bursa de Valori București. 
SIF Muntenia este o societate de investiții de tip închis care se autoadministrează, încadrată în categoria Alte Organisme de Plasament Colectiv (AOPC), cu o politică de investiții diversificată.
Societatea deține în activ pachete de acțiuni la societăți bancare (de exemplu Banca Comercială Română), societăți din industria chimică, farmaceutică, metalurgică și altele.
Auditul financiar al SIF Muntenia este asigurat de KPMG România S.R.L
Venit net în 2007: 23,8 milioane Euro